# حملة تلمسان (1557)
حملة تلمسان هي عملية عسكرية قام بها محمد الشيخ ضد تلمسان عام 1557 في إيالة الجزائر التابعة للدولة العثمانية. استولى السعديون على المدينة جزئيًا، لكنهم فشلوا في الاستيلاء على قصر المشور، حيث تحصنت بها حامية عثمانية من الجزائر العاصمة. أنهى محمد الشيخ حملته عندما علم بثورة أمازيغ الأطلس ضد سلطته.

## خلفية تاريخية
في عام 1550، شن محمد الشيخ هجومًا كبيرًا ضد العثمانيين في وهران،. ضم السعديون تلمسان في 9 يونيو 1550، لكنهم فشلوا في اقتحام مستغانم وهُزموا أمام قبيلة بني عامر، حلفاء الإسبان المتمركزين في وهران. رد العثمانيون بهجوم مضاد عام 1551، بمساعدة حلفائهم الأمازيغ من سلطنة بني عباس والزيانيين الموالين لهم. أسفر عن هزيمة السعديين وتخليهم عن تلمسان.
فضم العثمانيون القطاع الوهراني نهائيا إلى إيالة الجزائر.
جمع صالح ريس جيشًا يتكون من جنود أتراك وجنود أمازيغ من إمارة كوكو، وبدأ بحملة على فاس من أجل تنصيب علي أبو حسون، أحد المنفيين الوطاسيين. بعد قتال عنيف بالقرب من فاس، هُزم محمد الشيخ وأجبر على مغادرة المدينة. دخلت قوات إيالة الجزائر المدينة في 9 يناير 1554. سارع علي أبو حسون بترحيل بعض الأتراك الذين أدينوا بارتكاب أعمال عنف مختلفة ضد الشعب مقابل مبلغ كبير من المال وقاعدة جزيرة قميرة التي وعدهم بها.
أعاد محمد الشيخ تجميع قواته في الجنوب وهزم علي أبا حسون في معركة تادلة. مكّن هذا الانتصار محمد الشيخ من استعادة مدينة فاس في 13 سبتمبر 1554 والصعود إلى العرش، مؤسسًا بشكل نهائي سلالة السعديين في المغرب.

## المعركة
أراد الشريف الاستفادة من الفوضى التي سادت حكومة إيالة الجزائر منذ عودة حسن قورصو. فأرسل ابنه مولاي محمد المهدي، في حملة نحو تلمسان على رأس حامية قوامها 400 رجل. تراجعت الحامية العثمانية إلى القصبة بينما دخلت القوات الشريفية المدينة. وبسبب نقص المدفعية، لم تتمكن القوات الشريفية من اقتحام القصبة. وطلبت المدفعية من إسبان وهران. وجرت المفاوضات في إسبانيا حول طبيعة المساعدات التي ستُرسل، مما يعني أن الاتصال بالقوات الشريفة لن يتم في الوقت المناسب.

## تداعيات
أنهى الجيش السعدي حملته عندما علم باندلاع ثورة في جبال الأطلس. انسحب محمد المهدي، تاركًا خلفه القائد المنصور مع عدد قليل من القوات . شن بكلرك الجزائر بعد ذلك هجوما مضادا نحو فاس إلا أنه اضطر للانسحاب خوفا من أن يستغل الإسبان بوهران الوضع لمهاجمة أراضي الإيالة.
عاد حسن بن خير الدين بربروسا إلى رئاسة إيالة الجزائر، واستعاد المدينة وعين صلاح كاهيا، للانتقام من السلطان محمد الشيخ ومحاولته التحالف مع الإسبان.

### فهرس
1. 1 2  Abun-Nasr 1987، صفحة 156
2. ↑  Ruff 1998، صفحة 11.
3. ↑  
Boyer 1966، صفحة 23
4. ↑  Comer Plummer III 2015، صفحة 9
5. ↑  Abun-Nasr 1987، صفحة 157
6. ↑  Veronne 1973، صفحات 391-401
7. ↑  Spuler 1969، صفحة 114
8. 1 2 3  Spuler & Kissling 1996، صفحة 103
9. ↑  Ogot 1992، صفحة 201
10. ↑  Ruff 1998، صفحة 11
11. ↑  Mercier 1888، صفحة 85
12. ↑  Faure Biguet 1905، صفحة 289.
13. 1 2  Mercier 1888، صفحة 85.
14. ↑  Grammont (1887)، ص. 87.

### المعلومات الكاملة للمراجع
- Ruff, Paul (15 Oct 1998). La domination espagnole à Oran sous le gouvernement du comte d'Alcaudete, 1534-1558 (بالفرنسية). Editions Bouchène. p. 205. ISBN:978-2-35676-083-8. Archived from the original on 2024-04-20. Retrieved 2020-07-17.
- Mercier, Ernest (1840-1907) Auteur du texte (1888). Histoire de l'Afrique septentrionale (Berbérie) depuis les temps les plus reculés jusqu'à la conquête française (1830). [Tome 3] / par Ernest Mercier... (بالفرنسية). Archived from the original on 2022-12-12. Retrieved 2020-07-17.{{استشهاد بكتاب}}:  صيانة الاستشهاد: أسماء عددية: قائمة المؤلفين (link)
- Mohammad al Saghir ben al Hadj ben Abd-Allah al Wafrani (1889). Nozhet-el hādi bi akhbar moulouk el-Karn el-Hadi - Histoire de la dynastie saadienne au Maroc : 1511-1670. Ernest Leroux. ص. 560. Wafrani.
- Faure Biguet, Gabriel (1838-1919) Auteur du texte (1905). Histoire de l'Afrique septentrionale sous la domination musulmane / général G. Faure-Biguet (بالفرنسية). Archived from the original on 2022-12-12.{{استشهاد بكتاب}}:  صيانة الاستشهاد: أسماء عددية: قائمة المؤلفين (link)
- H.-D. de Grammont. (1887), Histoire d'Alger sous la domination turque (1515-1830) (بالفرنسية), Paris: Ernest Leroux, OCLC:1176953734, QID:Q125584334
- Comer Plummer III (9 Sep 2015). Roads to Ruin : The War for Morocco In the Sixteenth Century (بالإنجليزية). Lulu Press, Inc. ISBN:978-1-4834-3104-8. Retrieved 2016-12-21.
- Veronne، Chantal de la (1973). "Relations entre le Maroc et la Turquie dans la seconde moitié du XVIe siècle et le début du XVIIe siècle (1554-1616)". Revue des mondes musulmans et de la Méditerranée. ج. 15 ع. 1: 391–401. DOI:10.3406/remmm.1973.1258. مؤرشف من الأصل في 2024-03-19.
- Spuler, Bertold (1969). the muslim world a historical servry part III the last greate muslim empires (بالإنجليزية). Brill Archive. p. 114. Archived from the original on 2024-04-26.
- Spuler, Bertold; Kissling, Hans Joachim (1996). The Last Great Muslim Empires: The Muslim World - a Historical Survey (بالإنجليزية). Markus Wiener Publishers, Incorporated. p. 103. ISBN:978-1-55876-112-4. Archived from the original on 2020-10-21.
- Ogot, Bethwell A. (31 Dec 1992). General History of Africa: Africa from the Sixteenth to the Eighteenth Century (بالإنجليزية). UNESCO Publishing. ISBN:978-92-3-101711-7. Archived from the original on 2023-06-03.